# MKS Kalisz (piłka siatkowa mężczyzn)
MKS Kalisz – męska drużyna siatkarska z Kalisza, założona w 2005 roku, występująca w II lidze.